# جو (فلم 2013)
جو هو فيلم دراما تم إنتاجه في الولايات المتحدة وصدر في سنة 2013. من بطولة نيكولاس كيج وتاي شيريدان.

## الميزانية والإيرادات
بلغت تكلفة إنتاج الفيلم حوالي 4000000 دولار بينما حقق إيرادات تقدر بـ 2365467 دولار.

## وصلات خارجية
- مقالات تستعمل روابط فنية بلا صلة مع ويكي بيانات